# Allan Sherman

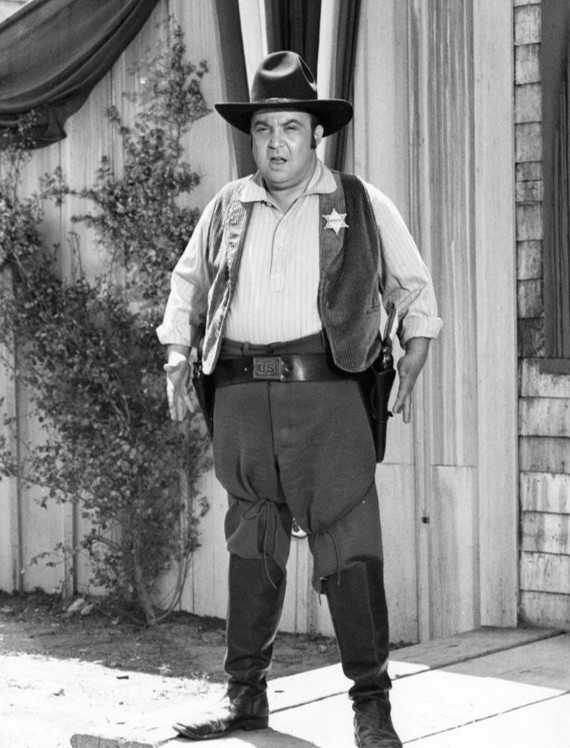
Allan Sherman bei einem Gastauftritt in der US-amerikanischen Fernsehserie „The Loner“ (1965)

Allan Sherman (* 30. November 1924 in Chicago als Allan Copelon; † 20. November 1973 in Los Angeles) war ein US-amerikanischer Musiker, Parodist, Satiriker und Fernsehproduzent. Sein größter Erfolg war das Lied Hello Muddah, Hello Fadduh (A Letter from Camp). Sherman gilt als Vorläufer anderer Parodisten wie Weird Al Yankovic, der ihn auf seinem ersten Album ausdrücklich als Ideengeber nennt.

## Autor
Allan Sherman begann seine Karriere in der Unterhaltungsbranche in den späten 1940er-Jahren als Autor für Joe E. Lewis und Jackie Gleason. 

## TV-Produzent
Ab 1949 trat er als Produzent verschiedener Fernsehserien auf, so etwa The Herb Shriner Show (ab 1949), Masquerade Party (ab 1952) oder Hobby Lobby (ab 1959). Er entwickelte das Konzept der amerikanischen TV-Serie I’ve Got A Secret, deren Produzent er von 1952 bis 1958 war. Nach seiner Entlassung, die aus einer missglückten Folge der Serie im Juni 1958 resultierte, arbeitete er bis 1961 als Autor und Produzent der Steve Allen Show.

## Musiker
1962 unterzeichnete Sherman einen Vertrag mit Warner Bros. Records. Er schrieb, produzierte und sang in den Folgejahren zahlreiche sogenannte Novelty Songs, also Parodien auf bekannte Lieder und Klassiker. Sherman behielt die Melodien der Lieder bei, veränderte aber die Texte. Auf den meisten seiner Alben bildete Sherman ein erfolgreiches Gespann mit dem Arrangeur und Komponisten Lou Busch, der für die musikalische Umsetzung verantwortlich zeichnete.
Sein erstes Album, My Son, the Folk Singer (Dezember 1962), enthielt selbst geschriebene Parodien auf bekannte Lieder und Klassiker. Zum bekanntesten Lied dieses Albums wurde Sarah Jackman, eine Parodie auf das französische Kinderlied Frère Jacques, in der sich ein Telefonanrufer bei Sarah Jackman nach dem Verbleib (gemeinsamer) Verwandter erkundigt. Sherman baute das Lied in einer Frage-Antwort-Form auf: Der Anrufer (Sherman) fragte nach einer Person, und die Angerufene (gesungen von Christine Nelson) erzählte daraufhin in Versform aktuellen Familienklatsch (Sherman: „How your uncle Nathan?“ Sarah: „Him I got no faith in“. Sherman: „What’s your sister Rita?“ Sarah: „A regular Lolita“). Dieses Lied wurde angeblich vom damaligen US-Präsidenten John F. Kennedy in einer Hotellobby gesungen. Das Album enthielt außerdem eine Parodie auf Harry Belafontes Matilda, das bei Sherman zu My Zelda wurde. Das Album My Son, the Folk Singer wurde mit 1,2 Millionen verkauften Einheiten zu einem Überraschungserfolg. Es war die bis dahin am schnellsten verkaufte Schallplatte der Popmusik.
Im März 1963 folgte das Album My Son, the Celebrity und danach My Son, the Nut (Oktober 1963), die weitere Novelty-Songs beinhalteten und ebenfalls erfolgreiche Chart-Positionen erreichten. Aus My Son, the Nut veröffentlichte Sherman vorab im August 1963 als Single Hello Muddah, Hello Fadduh (A Letter from Camp), das zu seinem bekanntesten Lied wurde, bis auf Rang 2 der US-Pop-Hitparade vordrang und sich zum Millionenseller entwickelte; bereits zwei Wochen nach ihrer Veröffentlichung waren 300.000 Exemplare verkauft. Das Lied behandelt den Brief eines Jungen aus dem fiktiven Feriencamp „Camp Granada“ an seine Eltern, in dem sich der Kleine über schlechtes Wetter, schlechtes Essen und schlechtes Aufsichtspersonal beschwert. Als das Wetter besser wird, sind alle Beschwerden hinfällig. Das Lied ist eine Bearbeitung der Komposition Tanz der Stunden von Amilcare Ponchielli, die in den USA vor allem durch ihre Verwendung in dem Disney-Film Fantasia bekannt war. Hello Muddah, Hello Fadduh erhielt einen Grammy Award. 
Es folgten die LPs Allan In Wonderland (Mai 1964), Songs For Swinging Livers Only (Januar 1965) und My Name Is Allan (Januar 1966), doch Shermans Erfolge ließen nach. Beobachter führen das auf einen Stimmungswechsel in den USA zurück; nach der Ermordung John F. Kennedys sei die Stimmung ernster geworden und man habe nur noch wenig Interesse für humoristische Lieder gehabt.
Nach der LP Togetherness (April 1967) nahm Allan Sherman keine Schallplatten mehr auf. Er trat zwar noch live in Las Vegas auf, erreichte aber auch hier keine Erfolge mehr.
Sherman starb 1973 im Alter von 48 Jahren verarmt an einem Lungenemphysem.

## Diskografie (Auswahl)

### Alben
| Jahr | Titel                     | Höchstplatzierung, Gesamtwochen, AuszeichnungChartsChartplatzierungen (Jahr, Titel, Platzierungen, Wochen, Auszeichnungen, Anmerkungen) | Anmerkungen |
| Jahr | Titel                     | US | Anmerkungen |
| ---- | ------------------------- | --- | ----------- |
| 1963 | My Son, The Folk Singer   | US1 Gold · (51 Wo.)US |             |
| 1963 | My Son, The Nut           | US1 (32 Wo.)US |             |
| 1963 | My Son, The Celebrity     | US1 (47 Wo.)US |             |
| 1964 | Allan In Wonderland       | US25 (19 Wo.)US |             |
| 1964 | For Swingin’ Livers Only! | US32 (17 Wo.)US |             |
| 1964 | Peter And The Commissar   | US53 (14 Wo.)US |             |
| 1965 | My Name Is Allan          | US88 (11 Wo.)US |             |

### Singles
| Jahr | Titel Album                                                           | Höchstplatzierung, Gesamtwochen, AuszeichnungChartplatzierungen (Jahr, Titel, Album, Platzierungen, Wochen, Auszeichnungen, Anmerkungen) | Höchstplatzierung, Gesamtwochen, AuszeichnungChartplatzierungen (Jahr, Titel, Album, Platzierungen, Wochen, Auszeichnungen, Anmerkungen) | Anmerkungen |
| Jahr | Titel Album                                                           | UK | US | Anmerkungen |
| ---- | --------------------------------------------------------------------- | --- | --- | ----------- |
| 1963 | Hello Mudduh, Hello Fadduh! (A Letter From Camp) My Son, The Nut      | UK14 (10 Wo.)UK | US2 (10 Wo.)US |             |
| 1964 | Hello Mudduh, Hello Fadduh! (A Letter From Camp) (New 1964 Version) – | — | US59 (6 Wo.)US |             |
| 1965 | Crazy Downtown –                                                      | — | US40 (8 Wo.)US |             |
| 1965 | The Drinking Man’s Diet –                                             | — | US98 (1 Wo.)US |             |